# 筑波大学附属桐が丘特別支援学校
筑波大学附属桐が丘特別支援学校（つくばだいがくふぞく きりがおかとくべつしえんがっこう、英: Special Needs Education School for the Physically Challenged, University of Tsukuba）は、東京都板橋区小茂根に所在する国立特別支援学校。筑波大学の附属学校で、国内で唯一の国立肢体不自由者特別支援学校である。

## 概要
主に自宅からの通学生が在籍する「本校」と、心身障害児総合医療療育センターの整肢療護園に入院する児童・生徒が在籍する「施設併設学級」の2つのキャンパスを有する。それぞれに小学部、中学部、高等部を設置している。
- 本校
  - 小学部 - 普通学級6、特別学級3。1学年の定員 普通学級6名、特別学級 1～2名
  - 中学部 - 普通学級3、特別学級3。1学年の定員 普通学級6名、特別学級 3名
  - 高等部 - 普通学級3、特別学級4。1学年の定員 普通学級8名、特別学級 4名
- 施設併設学級
  - 小学部 - 普通学級1、特別学級4。5学級の定員18名
  - 中学部 - 普通学級1、特別学級2
  - 高等部 - 特別学級1。中学部・高等部4学級の定員15名

学力試験による入学選考が行われる。学区による入学制限はない。都内全域のほか、千葉県、神奈川県、埼玉県に在住する児童生徒が通学することがある。

## 教育・研究
毎年2月に肢体不自由教育実践研究協議会、8月には自立活動実践セミナーを開催している。筑波大学の附属学校および全国の肢体不自由養護学校の中心として、これまで様々な研究を行い全国に発信している。
- 自立活動に関する研究
  - 動作法 - 成瀬悟策が開発。医療的リハビリテーション手法である動作訓練から派生した教育的手法。桐が丘特別支援学校はその実践と開発を担う。また、関東心理リハビリティション連絡協議会の事務局でもある。
  - 静的弛緩誘導法 - 本校教諭の立川博が開発。
  - 知覚-運動 - ふれあい体操の「ふあふあ体操」を開発。

## 沿革

### 歴史
1943年（昭和17年）5月5日、高木憲次により日本で最初の肢体不自由児施設「整肢療護園（現：心身障害児総合医療療育センター整肢療護園）」が板橋区小茂根に創設される。1952年（昭和27年）9月1日、同園の要請を受け、東京教育大学附属小学校（現：筑波大学附属小学校）の講師2名により、同園児の教育を開始。1958年（昭和33年）4月1日、東京教育大学教育学部附属養護学校として開校。1960年4月26日に東京教育大学教育学部附属桐が丘養護学校と改称、1978年4月1日に筑波大学への移管に伴い筑波大学附属桐が丘養護学校と改称する。2007年（平成19年）4月1日、筑波大学附属桐が丘特別支援学校と改称する。

### 年表
- 1952年9月1日 - 社会福祉法人日本肢体不自由児協会が設置する整肢療護園の要請を受けて、東京教育大学附属小学校より2名の講師を派遣し、同園児の教育を開始。
- 1958年4月1日 - 東京教育大学教育学部附属養護学校として開校。
- 1960年4月26日 - 文部省令第23号により東京教育大学教育学部附属桐が丘養護学校と改称。
- 1962年4月1日 - 通学対象学級系列（通学部）開設。
- 1970年3月30日 - 入院部新校舎工事（3,221平方メートル）竣工。
- 1972年6月22日 - 第1回肢体不自由教育実践研究協議会開催（以後毎年開催）。
- 1973年4月1日 - 教育学部の項を削り、東京教育大学附属桐が丘養護学校となる。
- 1978年4月1日 - 国立学校設置法等の一部を改正する法律により、筑波大学附属桐が丘養護学校となる。
- 1989年12月2日 - 創立30周年記念行事。
- 1999年2月6日 - 創立40周年記念行事。
- 2004年4月1日 - 国立大学法人筑波大学附属桐が丘養護学校となる。
- 2005年4月1日 - 学校改組により、本校、施設併設学級となる。
- 2007年4月1日 - 学校名を筑波大学附属桐が丘特別支援学校に変更。
- 2008年5月24日 - 創立50周年記念行事
- 2018年11月17日 - 創立60周年記念行事

## 関連校
- 東京教育大学
- 筑波大学
  - 筑波大学附属小学校
  - 筑波大学附属中学校・高等学校
  - 筑波大学附属駒場中学校・高等学校
  - 筑波大学附属坂戸高等学校
  - 筑波大学附属視覚特別支援学校
  - 筑波大学附属聴覚特別支援学校
  - 筑波大学附属大塚特別支援学校（知的障害）
  - 筑波大学附属久里浜特別支援学校（自閉症）